# جونغ سو بارك
جونغ سو بارك هو لاعب تايكوندو كوري جنوبي، ولد في 1941.